# Dick van Geet
Dirk Daniël van Geet, meglio noto come Dick van Geet, (Rotterdam, 1º marzo 1932 – Driebergen-Rijsenburg, 29 aprile 2012) è stato uno scacchista olandese, Maestro internazionale.

## Biografia
Nel 1952 vinse il campionato giovanile olandese. Nel 1966 vinse la 26ª edizione del Memorial Daniël Noteboom.
Partecipò diverse volte al torneo Hoogovens di Wijk aan Zee.
Nel 1986 la FIDE gli attribuì il titolo di Grande Maestro per corrispondenza (GMC).
Vinse due tornei per corrispondenza:
- il torneo olandese NBC-Volmac (1983–1986)
- il torneo tedesco 40 Jahre BdF (1986–1992), organizzato dalla ICCF.[1]

L'apertura Dunst (1. Cc3) nei Paesi Bassi è chiamata apertura van Geet.